# Чемпионат мира по плаванию в ластах 2020
Чемпионат мира по плаванию в ластах 2020 прошёл с 5 по 8 июля 2021 года в российском Томске в Центре водных видов спорта «Звёздный».

## Медалисты

### Мужчины
| Дисциплины         | Золото | Золото   | Серебро | Серебро  | Бронза | Бронза   |
| ------------------ | --- | -------- | --- | -------- | --- | -------- |
| 50 м               | Анастасиос Милонакис | 15.39    | Макс Пошарт | 15.44    | Чжан Сицянь | 15.46    |
| 100 м              | Макс Пошарт | 34.15    | Егор Качмашев Федерация подводного спорта России                                                                         | 34.84    | Анастасиос Милонакис | 35.37    |
| 200 м              | Адам Букор | 1:20.44  | Егор Качмашев Федерация подводного спорта России                                                                         | 1:20.68  | Алексей Захаров | 1:20.89  |
| 400 м              | Алексей Захаров | 2:59.33  | Алекс Моцар | 2:59.54  | Адам Букор | 3:01.66  |
| 800 м              | Алексей Захаров | 6:23.35  | Юн Ён Джун | 6:25.54  | Хуго Мейер | 6:26.29  |
| 1500 м             | Дерин Топарлак | 12:38.27 | Шандор Пазманий | 12:43.71 | Яков Стрюков Федерация подводного спорта России                                                                                         | 12:45.31 |
|                    | |          | |          | |          |
| 50 м в биласте     | Алексей Федькин Федерация подводного спорта России | 18.82    | Юрий Шарыкин Федерация подводного спорта России                                                                          | 18.84    | Христос Бониас | 18.92    |
| 100 м в биласте    | Алексей Федькин Федерация подводного спорта России | 41.77    | Юрий Шарыкин Федерация подводного спорта России                                                                          | 41.78    | Христос Бониас | 42.05    |
| 200 м в биласте    | Христос Калаитцопулос | 1:36.05  | Бенце Лендьелтоти | 1:36.99  | Келен Цепло | 1:37.03  |
| 400 м в биласте    | Алексей Федькин Федерация подводного спорта России | 3:26.81  | Христос Калаитцопулос | 3:28.57  | Бенце Лендьелтоти | 3:30.45  |
|                    | |          | |          | |          |
| 50 м апноэ         | Ли Дон Джин | 13.95    | Чжан Сицянь | 14.05    | Владимир Журавлёв Федерация подводного спорта России                                                                                    | 14.19    |
|                    | |          | |          | |          |
| 100 м с аквалангом | Шань Юнъань | 32.16    | Пак Тхэ Хо | 32.47    | Степан Воробьёв Федерация подводного спорта России                                                                                      | 32.72    |
| 400 м с аквалангом | Юн Ён Джун | 2:44.49  | Шань Юнъань | 2:47.27  | Степан Воробьёв Федерация подводного спорта России                                                                                      | 2:48.85  |
| эстафета 4х100 м   | Федерация подводного спорта России Владимир Журавлёв (35.17) Василий Пушкарёв (35.39) Вячеслав Носков (35.22) Егор Качмашев (34.42) Александр Худышкин Алексей Казанцев | 2:20.20  | Германия · Роберт Голениа (36.45) · Макс Пошарт (34.02) · Сидней Цойнер (37.09) · Юстус Мёрштедт (35.14)                 | 2:22.70  | Колумбия · Хуан Родригес (36.76) · Хуан Дуке (35.33) · Маурисио Фернандес (36.14) · Хуан Окампо (35.31) · Хуан Хиральдо · Андрес Молано | 2:23.54  |
| эстафета 4х200 м   | Федерация подводного спорта России Александр Худышкин (1:22.85) Вячеслав Носков (1:21.64) Степан Воробьёв (1:22.36) Егор Качмашев (1:20.38)                             | 5:27.23  | Колумбия · Хуан Окампо (1:21.44) · Веллингтон Валенсиа (1:24.74) · Хуан Хиральдо (1:22.95) · Александр Химинес (1:19.99) | 5:29.12  | Германия · Сидней Цойнер (1:24.89) · Юстус Мёрштедт (1:21.37) · Макс Пошарт (1:20.79) · Роберт Голениа (1:22.53)                        | 5:29.58  |

### Женщины
| Дисциплины                  | Золото | Золото     | Серебро | Серебро  | Бронза                                                                                                 | Бронза   |       |
| --------------------------- | --- | ---------- | --- | -------- | --- | -------- | ----- |
| 50 м                        | Екатерина Михайлушкина Федерация подводного спорта России | 17.61      | Чан Е Сол | 17.68    | Со Уй Джин                                                                                             | 17.73    |       |
| 100 м                       | Екатерина Михайлушкина Федерация подводного спорта России | 38.02 WR   | Сюй Ичуань | 39.15    | Шу Чэнцзинь                                                                                            | 39.51    |       |
| 200 м                       | Екатерина Михайлушкина Федерация подводного спорта России | 1:27.27    | Мария Патласова Федерация подводного спорта России                                                                          | 1:27.40  | Сюй Ичуань                                                                                             | 1:30.20  |       |
| 400 м                       | Мария Патласова Федерация подводного спорта России | 3:12.16 ER | Анастасия Антоняк | 3:17.52  | София Гречко                                                                                           | 3:18.08  |       |
| 800 м                       | Йоханна Шикора | 6:54.47    | Мария Патласова Федерация подводного спорта России                                                                          | 6:55.44  | Гамила Али Хасан                                                                                       | 7:01.54  |       |
| 1500 м                      | Йоханна Шикора | 13:22.91   | Нада Магди Хаграсс | 13:36.99 | Елена Пошарт                                                                                           | 13:40.44 |       |
|                             | |            | |          | |          |       |
| 50 м в классических ластах  | Петра Шенански | 20.99      | Кристина Варга | 21.71    | Чхве Мин Джи                                                                                           | 22.02    |       |
| 100 м в классических ластах | Петра Шенански | 45.42      | Кристина Варга | 47.23    | Ирина Пикинер                                                                                          | 48.23    |       |
| 200 м в классических ластах | Кристина Варга | 1:45.78    | Екатерини Маниати | 1:47.23  | Яна Мартынова Федерация подводного спорта России                                                       | 1:47.59  |       |
| 400 м в классических ластах | Яна Мартынова Федерация подводного спорта России | 3:51.23    | Хэ Пинь-ли | 3:52.16  | София Ламах                                                                                            | 3:53.19  |       |
|                             | |            | |          | |          |       |
| 50 м апноэ                  | Ху Яояо | 16.03      | Алёна Паршина Федерация подводного спорта России                                                                            | 16.18    | Чан Е Сол                                                                                              |          | 16.32 |
|                             | |            | |          | |          |       |
| 100 м — подводное плавание  | Шу Чэнцзинь | 36.29      | Алёна Паршина Федерация подводного спорта России                                                                            | 36.35 ER | Елена Лопатина Федерация подводного спорта России                                                      | 37.06    |       |
| 400м — подводное плавание   | Сунь Итин | 3:01.83    | Анастасия-Анна Куницына | 3:03.24  | Чэнь Сыцзя                                                                                             | 3:04.17  |       |
|                             | |            | |          | |          |       |
| эстафета 4×100 м            | Федерация подводного спорта России Екатерина Михайлушкина (38.10) Александра Скурлатова (38.65) Алёна Паршина (39.23) Алина Налбандян (39.30) Влада Маркина Валерия Барановская | 2:35.28    | Украина · Анастасия Макаренко (40.81) · София Гречко (38.50) · Вирсавия Березна (39.02) · Виктория Уварова (39.29)          | 2:37.62  | Китай · Шу Чэнцзин (40.62) · Синь Пэйяо (41.05) · Ху Яояо (39.39) · Сюй Ичуан (37.72)                  | 2:38.78  |       |
| эстафета 4×200 м            | Федерация подводного спорта России Валерия Барановская (1:26.38) Влада Маркина (1:30.59) Мария Патласова (1:26.41) Екатерина Михайлушкина (1:26.48) Алина Налбандян             | 5:49.86 WR | Украина · София Гречко (1:31.93) · Вирсавия Березна (1:32.12) · Анастасия Макаренко (1:31.61) · Анастасия Антоняк (1:29.86) | 6:05.52  | Венгрия · Шара Шуба (1:33.04) · Лилла Бласак (1:32.96) · Анита Сабо (1:32.67) · Чилла Каройи (1:30.88) | 6:09.55  |       |

### Смешанные эстафеты
| Event                         | Золото | Золото     | Серебро | Серебро    | Бронза | Бронза  |
| ----------------------------- | --- | ---------- | --- | ---------- | --- | ------- |
| 4×50 м эстафета               | Китай · Чжан Сыцянь (15.48) · Шу Чэнцзинь (16.99) · Ху Яояо (16.36) · Тун Чжэнбо (15.14) · Ван Чжихао                  | 1:03.97 WR | Федерация подводного спорта России Владимир Журавлёв (15.93) Алексей Казанцев (14.63) Александра Скурлатова (16.81) Екатерина Михайлушкина (16.77)           | 1:04.14 ER | Республика Корея · Ким Чан Ён (16.17) · Пак Зи У (14.81) · Чан Е Сол (17.62) · Со Уй Джин (16.80)              | 1:05.04 |
|                               | |            | |            | |         |
| 4×100 м в классических ластах | Венгрия · Петер Холода (41.83) · Келен Цепло (42.12) · Кристина Варга (46.55) · Петра Сенански (44.84) · Мэттью Хамлин | 2:55.34 WR | Федерация подводного спорта России Юрий Шарыкин (41.97) Яна Мартынова (48.12) Юлия Григорьева (47.57) Алексей Федькин (40.49) Влада Маркина Валерия Андреева | 2:58.15    | Украина · Виктор Репин (42.81) · Евгения Тимошенко (48.21) · Ирина Пикинер (48.16) · Данило Колодяжный (40.69) | 2:59.87 |

## Медальный зачёт
| Место           | Страна           | Золото | Серебро | Бронза | Всего |
| --------------- | ---------------- | ------ | ------- | ------ | ----- |
| 1               | Россия           | 13     | 12      | 9      | 34    |
| 2               | Китай            | 7      | 3       | 3      | 13    |
| 3               | Украина          | 6      | 5       | 3      | 14    |
| 4               | Венгрия          | 3      | 3       | 3      | 9     |
| 5               | Республика Корея | 2      | 4       | 4      | 10    |
| 6               | Греция           | 2      | 1       | 1      | 4     |
| 7               | Колумбия         | 1      | 2       | 3      | 6     |
| 8               | Беларусь         | 1      | 1       | 1      | 3     |
| 9               | Финляндия        | 1      | 0       | 0      | 1     |
| 10              | Италия           | 0      | 2       | 4      | 6     |
| 11              | Германия         | 0      | 1       | 2      | 3     |
| 12              | Вьетнам          | 0      | 0       | 1      | 1     |
| 12              | Словакия         | 0      | 0       | 1      | 1     |
| 12              | Франция          | 0      | 0       | 1      | 1     |
| Всего стран: 14 | Всего стран: 14  | 36     | 34      | 36     | 106   |